# Reichsbahndirektion Münster (Westf)

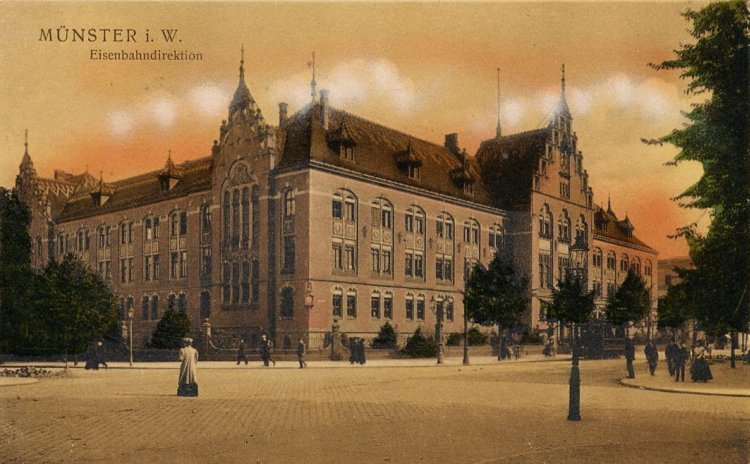
Das Gebäude der Reichsbahndirektion 1907 (Postkarte)

Die Reichsbahndirektion Münster war ein Verwaltungsbezirk der Deutschen Reichsbahn.

## Zuständigkeit
Das Gebiet dieser Reichsbahndirektion erstreckte sich in Preußen von der ostfriesischen Nordseeküste über das Münsterland und das westliche Westfalen bis zum Rand des Rheinisch-Westfälischen Industriegebietes/Ruhrgebiets sowie, nach Auflösung der Direktion Oldenburg, über den größten Teil des gleichnamigen Landes.

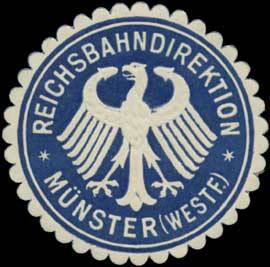
Siegelmarke der RBD Münster

 Bedeutend innerhalb der Direktion waren:
- der Hauptteil der ehemaligen Hamburg-Venloer Bahn: Wesel – Münster – Osnabrück – (Bremen)
- die Strecke Hamm – Münster – Rheine – Emden – Norddeich Mole
- die Strecke Löhne – Osnabrück – Rheine – Bad Bentheim – Almelo
- die Strecke (Hude) – Oldenburg – Leer (–Niederlande)
- die Strecke Osnabrück – Cloppenburg – Oldenburg – Wilhelmshaven

## Geschichte
Die Reichsbahndirektion Münster (Westf) war die Nachfolgerin der Königlich Preußischen Eisenbahndirektion Münster, die bei der Reform der Preußischen Staatseisenbahnen 1895 gegründet worden war. Im Jahre 1935 erschien anlässlich des Jubiläums 40 Jahre Eisenbahndirektionen eine Festschrift. Der Zusatz „(Westf)“ in der Bezeichnung fiel 1943 weg. Nachfolgerin war ab 1949, nach Gründung der Deutschen Bundesbahn, die Bundesbahndirektion Münster/Westf.